# Shihui (socken i Kina, Shanxi)
Shihui (kinesiska: 史迴, 史迴乡) är en socken i Kina. Den ligger i provinsen Shanxi, i den norra delen av landet, omkring 180 kilometer söder om provinshuvudstaden Taiyuan.
Genomsnittlig årsnederbörd är 707 millimeter. Den regnigaste månaden är juli, med i genomsnitt 229 mm nederbörd, och den torraste är december, med 5 mm nederbörd.